# Andrzej Maksymilian Fredro
Andrzej Maksymilian Fredro, född omkring 1620, död 25 april 1679 i Przemyśl, var en polsk adelsman och författare.
Fredro var kastellan av Lwów och vojvod av Podolien. Han utgav utom åtskilliga moraliserande och militära skrifter Gesta populi poloni sub Henrico Valesio (1652; polsk översättning 1855).